# インフォレスト
インフォレスト株式会社（Inforest Co., Ltd.）は、東京都千代田区に所在していた出版社。

## 概要
元々は金融、出版、教育事業を手掛けるセブンシーズホールディングス（現・FRACTALE）の全額出資子会社であった。セブンシーズHD参加の英知出版を分社化する形で2002年に創設。『小悪魔ageha』の大ヒットに加え、ムック本の販売も当たり、掲載商品の通販事業も開始したことから、2009年3月期には売上高が約75億円と、親会社セブンシーズHDの売上高の4割強に相当する水準に達した。しかし、この頃から雑誌編集・コンテンツ制作の現場と経営との間に溝が生じ始める。あくまで読者に軸足を置く現場に対し、経営側は部数増に伴う「会社の資産価値の増大」に視線を向けるようになった。2010年3月、セブンシーズHDはインフォレストの全株式を25億円でカラーズインターナショナルに売却する。新たな親会社になったカラーズインターは投資会社の傘下の企業で、衣料・雑貨の販売やウェブサイト製作などを主要事業としており、出版業界に通じているとは言い難かった。その後、手形の出回り、カリスマ編集長として知られる中條寿子の離脱など問題が立て続けに発生し、2014年頃から取引先が立て続けに経営破綻した影響で信用不安が一気にインフォレストに波及。印刷業者への支払いやモデル、編集者への報酬の支払いも遅れ始めた。このようなこともあって、2014年11月25日に東京地方裁判所に自己破産を申請。終末期のインフォレストは、インターネット掲示板にも関係者と見られる人物が会社の行く末を危惧するコメントを投稿する事態となり、インフォレストの関係者とみられる人物がリークした情報から帝国データバンクの調査マンが本社ビルに訪問すると、その調査マンにはインフォレストの破産手続を担うことになる代理人弁護士が対応する事態となった。

## 沿革
- 2002年（平成14年）6月26日 - 英知出版の会社分割により、当時の英知出版の親会社だったゼィープラス（後のセブンシーズホールディングス、現・FRACTALE）傘下として設立[2]。
- 2006年（平成18年）3月 - 親会社のセブンシーズホールディングスが、同業の株式会社ローカスの株式を取得、連結子会社とした。
- 2008年（平成20年）3月 - ローカスと事業統合。事実上の吸収合併。
- 2009年（平成21年）2月 - ローカス及びセブンシーズコンサルティングを吸収合併。
- 2010年（平成22年）
  - 3月23日 - カラーズインターナショナル株式会社がインフォレストを買収。
  - 11月 - 東京都千代田区麹町3丁目5番地「麹町シルクビル」5・6・7Fに本社を移転。
  - 12月 - 経営体制の変更により、分社化を行う。なおグループ各社はインフォレスト株式会社100%出資の子会社となる。
    - インフォレスト株式会社 - グループ統括機能担当
    - インフォレストパブリッシング株式会社 - 出版・編集機能担当
    - インフォレストマーケティング株式会社 - 広告機能担当
- 2014年（平成26年）
  - 4月1日 - インフォレストパブリッシングのパズル事業を、発行業務を総合自動車ニュースサイト「Response.」等を手がける株式会社イードへ、発売業務をマイナビへそれぞれ譲渡[3]。
  - 4月15日 - 負債総額30億円にて事業を停止[4][5]。今後は、出版物等のコンテンツ売却を進める方針[6]。
  - 11月25日 - 東京地方裁判所に自己破産を申請[7]。
  - 12月9日 - 東京地方裁判所がインフォレスト、インフォレストパブリッシング、インフォレストマーケティングの3社の破産手続開始を決定[8]。
- 2016年（平成28年）12月21日 - 東京地裁からインフォレスト、インフォレストパブリッシング、インフォレストマーケティングの3社の破産手続結了の決定を受ける。同時に3社の法人格消滅[9][10][11]。

## 発行誌

### ファッション雑誌
事業停止となったため、2020年現在の出版物はいずれも他社発行・発売。
出版継続中
- 小悪魔ageha - 2015年4月18日復刊[12]。ダナリーデラックス発行、ネコ・パブリッシング発売。
- 姉ageha - 2014年6月7日復刊。株式会社Medias発行、主婦の友社発売。
- Happie nuts - 2015年7月17日復刊。トレースクルー発行、ネコ・パブリッシング発売。
- NAIL MAX - カエルム発行、株式会社Mitia発売。

休刊（事業停止後）
- Samurai magazine
- I LOVE mama
- Samurai ELO - 2014年4月24日発売分より三栄書房（現・三栄）に移行[13]。2017年休刊。

休刊（事業停止前）
- Nadesico - 2010年5月7日

### パズル雑誌
パズル雑誌は2014年4月1日の事業譲渡に伴い発行元がイード、発売元がマイナビ（2015年10月よりマイナビ出版）に変更されている。
- クロスワードキング
- 漢字道
- 季節の漢字道
- アロークロス
- アロー&スケルトンキング
- ナンクロキング
- まちがいさがしキング
- 点つなぎキング

### コンピュータ雑誌
- PC・GIGA - 2010年12月4日発行で休刊
- オトナのWindows

### その他
- COSMODE - 2014年8月3日発売分より発行元がファミマ・ドット・コムに移行と同時に「COSPLAY MODE」に改称。
- 女子カメラ - ミツバチワークスが編集体制を維持したまま譲り受け、2014年7月19日発行予定号より同社が発行する[14]。
- The絶版車File1970-1979（2006年4月）
- The絶版車File1960-1969（2006年10月）
- The絶版車File1980-1989（2006年6月）
- The絶版車File軽自動車編1949-1989（2007年6月）